# Кудрявцево (Конаковский район)
Кудрявцево — деревня в Конаковском районе Тверской области. Входит в состав Юрьево-Девичьевского сельского поселения.

## География
Деревня расположена в 5 км на северо-запад от центра поселения села Юрьево-Девичье и в 14 км на северо-запад от райцентра города Конаково, в 1,5 км от деревни находится Никитский погост.

## История
В 1821 году на Никитском погосте близ деревни построена каменная Богоявленская церковь с 3 престолами, метрические книги с 1780 года. 
В конце XIX — начале XX века деревня являлась центром Кудрявцевской волости Корчевского уезда Тверской губернии. 
С 1929 года деревня входила в состав Ременницкого сельсовета Конаковского района Кимрского округа Московской области, с 1935 года — в составе Калининской области, в 1937 — 1959 годах — в составе Оршинского района, с 1994 года — в составе Юрьево-Девичьевского сельского округа, с 2005 года — в составе Юрьево-Девичьевского сельского поселения.

## Население
| 1859 | 1887 | 1897 | 2002 | 2010 |
| ---- | ---- | ---- | ---- | ---- |
| 506  | ↗608 | ↘487 | ↘9   | ↘6   |

## Достопримечательности
На Никитском погосте близ деревни расположена недействующая Церковь Богоявления Господня (1821).